# Therma
Therma o Therme (in greco antico: Θέρμα o Θέρμη?) era una città greca fondata dagli Eretriesi o dai Corinzi alla fine del VII secolo a.C. nell'antica Migdonia (in seguito incorporata nel Regno di Macedonia), situata nell'estremità nord-orientale di un grande golfo del mar Egeo, il golfo Termaico.

## Storia
La città fu costruita in mezzo a delle paludi infestate da zanzare, infatti il suo nome deriva dal greco thérmē/thérma, "febbre (malarica)".
Therma divenne dal V secolo a.C. una città di una certa importanza. Serse vi si fermò nel 480 a.C., accampando le sue truppe tra la città e il Vardar e ancorando la sua flotta nel golfo Termaico; secondo Erodoto fu la vista che ebbe da lì del monte Ossa e del monte Olimpo che lo spinse a esplorare il corso del fiume Peneo. Poco prima dello scoppio della guerra del Peloponneso Therma fu occupata dagli Ateniesi, ma due anni dopo fu consegnata al re di Macedonia Perdicca.
Therma fu in seguito rinominata Tessalonica da Cassandro I; in quel tempo il porto della precedente capitale macedone, Pella, aveva cominciato ad interrarsi, quindi Cassandro approfittò delle acque profonde presenti nel porto a nord-ovest di Therma per espandere il proprio insediamento.